# Пышнов, Владимир Сергеевич
Владимир Сергеевич Пышно́в (1901—1984) — российский советский учёный, специалист по аэродинамике самолета, генерал-лейтенант инженерно-технической службы. Заслуженный деятель науки и техники РСФСР (1942).

## Биография
В 1918 году окончил 3-ю Московскую гимназию, одноклассником был А. К. Мартынов. В октябре 1919 года начал учёбу в Московском авиатехникуме, который в 1925 году, времени окончания обучения Пышновым, уже назывался Военно-воздушная инженерная академия имени Н. Е. Жуковского. Во второй год учебы Пышнов проходил практику у авиаконструктора А. А. Пороховщикова. С первого года учёбы Пышнов участвовал в разработке планеров. Он участвовал в 1-х Всесоюзных планерных испытаниях в ноябре (1-18) 1923 года. В сентябре (5-28) 1924 года в Крыму состоялись 2-е Всесоюзные планерные испытания. На этих соревнованиях слушатели 4-го курса академии B. C. Пышнов и М. К. Тихонравов были членами Технического комитета, который возглавлял профессор В. П. Ветчинкин.
В октябре 1926 года он поступил в адъюнктуру Военной Воздушной Академии, а через год успешно защитил диссертацию, после чего ему было присуждено учёное звание преподавателя высших военных учебных заведений. Его квалификационная работа «Штопор самолета», опубликованная в апреле 1929 года в первом сборнике трудов академии, положила начало организации широких теоретических, лабораторных исследований и лётных испытаний самолета на штопор, выработки практических рекомендаций по борьбе с ним.
С 1927 года он преподавал в родной Академии. В январе 1932 года В. С. Пышнов был назначен старшим руководителем кафедры «Аэродинамика самолета», а после организации в академии кафедры «Динамика полета» 16 апреля 1935 года — её начальником. С 1939 года он — профессор Академии.
В июне 1942 года B. C. Пышнову было присвоено воинское звание генерал-майора ИАС, а в марте 1946 — генерал-лейтенанта ИАС (с 1951 года — генерал-лейтенант ИТС). В 1949 году B. C. Пышнов стал председателем 1-й (самолетной) секции АТК ВВС (с июня 1956 года — Научно-Технический Комитет ВВС), которую он возглавлял до 1964 года.

## Научная деятельность
В 1927 году в исследовании «Самовращение и штопор самолетов» разработал теорию штопора. Последующие работы Пышнова, посвященные управляемости, устойчивости и маневренности самолета, изложены в ряде статей и в курсе «Аэродинамика самолета» (4 чч., 1934—38), а также в монографии «Динамические свойства самолета» (1951). Эти труды способствовали формированию современных представлений по динамике полета самолета.
Разработал самолеты ВВА-1, «Стриж».
В 1958 году B. C. Пышнову присвоили учёную степень доктора технических наук.
Его труд неоднократно отмечался наградами: двумя орденами Ленина, двумя орденами Красного Знамени, орденом Трудового Красного Знамени, орденом Отечественной войны 1-й степени и многими медалями.
Похоронен на Ваганьковском кладбище в Москве (13 уч.).

## Публикации
- Самовращение и штопор самолетов. — М., 1927.
- Штопор самолета. Элементарное изложение. — М.-Л., 1934.
- Аэродинамика самолета. Ч. 1—4. — М.: ОНТИ НКТП СССР, 1934—1938.
- Динамические свойства самолета. — М.: Оборонгиз, 1951.
- Из истории летательных аппаратов. — М.: Машиностроение, 1968.
- Основные этапы развития самолета. — М.: Машиностроение, 1984.